# Holopelus almiae
Holopelus almiae là một loài nhện trong họ Thomisidae.
Loài này thuộc chi Holopelus. Holopelus almiae được miêu tả năm 1986 bởi Dippenaar-Schoeman.